# أحمد عبد اللطيف
أحمد عبد اللطيف (1978)، كاتب ومترجم وروائي مصري. صدر له عدد من الروايات منها روايته الأولى «صانع المفاتيح» الحاصلة على جائزة الدولة التشجيعية عام 2011. كما ترجم العديد من الروايات وقصص من الأدب الإسباني وأمريكا اللاتينية. وفي عام 2018، ترشحت روايته «حصن التراب: حكاية عائلة موريسكية» ضمن القائمة الطويلة للجائزة العالمية للرواية العربية.

## السيرة الذاتية
ولد أحمد عبد اللطيف في محافظة القاهرة في مصر عام 1978، حيث تخرج في جامعة الأزهر وحصل على شهادة البكالوريوس في اللغة الإسبانية وآدابها من كلية اللغات والترجمة، ثم على الماجستير في الأدب المقارن من جامعة اوتونوما دي مدريد في إسبانيا. ويكمل دراسته في جامعة غرناطة لنيل درجة الدكتوراه في الأدب العربي. ويعمل في جريدة أخبار الأدب منذ عام 2008، وقد نشر روايته الأولى في عام 2010 بعنوان «صانع المفاتيح» والتي صدرت عن دار العين. وحصلت هذه الرواية على جائزة الدولة التشجيعية في عام 2011. وبعدها بعامين، نشر روايته الثانية «عالم المندل»، ثم في عام 2013 أصدر روايته الثالثة «كتاب النحات» عن دار الآفاق للنشر.
وبالإضافة إلى هذا، ترجم عبد اللطيف إلى اللغة العربية العديد من الروايات والقصص من أميريكيا اللاتينية وإسبانيا ما يزيد عن ثلاثين كتابًا منها رواية «من الظل» للكاتب الإسباني خوان خوسيه ميّاس، وكتاب «الأشياء التي نفعلها». تُرشحت روايته «حصن التراب: حكاية عائلة موريسكية» ضمن القائمة الطويلة للجائزة العالمية للرواية العربية. وتدور أحداث الرواية في الأندلس وتحديدًا في فترة سقوط الحضارة الإسلامية وأبطال الرواية هم عائلة محمد دي مولينا الذين طردوا من إسبانيا ورحلوا إلى تطوان لأنهم مسلمون عرب ويتم اتهاظهم هناك. واشتهرت أعمال عبد اللطيف بالمزج بين الواقع والخيال والحلم، وتنزع كتاباته إلى التجريبية كما في رواية «إلياس» و«حصن التراب». وقد اُجريت عدت دراسات أدبية ونقدية عن أعمال أحمد عبد اللطيف، منها كتاب «الرواية وتحرير المجتمع» للدكتورة أماني فؤاد. كما أن الكاتب والناقد المغربي محمد مشبال قدم دراسة أدبية كبيرة عن الاستراتيجيات الخطابية السردية في كتابه «الرواية المضادة» في رواية إلياس لأحمد عبد اللطيف.

## المؤلفات
بعض من مؤلفاته يشمل الآتي:
- صانع المفاتيح، دار العين للنشر، 2010
- عالم المندل، 2012
- كتاب النحات، دار الآفاق للنشر، 2013
- إلياس، دار العين للنشر، 2014
- حصن التراب: حكاية عائلة موريسكية، دار العين للنشر، 2017
- سيقان تعرف وحدها مواعيد الخروج، دار العين للنشر، 2019
- عصور دانيال في مدينة الخيوط، دار العين، 2022.[8]

### ترجمات
- ساقي اليمنى وقصص أخرى من إسبانيا وأمريكا اللاتينية والبرتغال، دار وراقون، 2014
- من الظل، منشورات المتوسط، 2018
- الأشياء التي نفعلها، دار شهريار، 2018

## الجوائز
- فازت روايته الأولى «صانع المفاتيح» بجائزة الدولة التشجيعية، 2011
- فاز بجائزة المركز القومي للترجمة في عام 2013 عن ترجمته لرواية «الكون في راحة اليد» للكاتبة النيكاراجوية جيوكوندا بيلي.[9]

- فازت روايته الثالثة «كتاب النحات» بالمركز الأول في جائزة ساويرس الثقافية دورة 2015.
- تُرشحت روايته «حصن التراب: حكاية عائلة موريسكية» ضمن القائمة الطويلة للجائزة العالمية للرواية العربية، 2018.